# Aphelidesmus hybridus
Aphelidesmus hybridus är en mångfotingart som först beskrevs av Peters 1864.  Aphelidesmus hybridus ingår i släktet Aphelidesmus och familjen Aphelidesmidae. Inga underarter finns listade i Catalogue of Life.